# Endowment (Finanzierung)

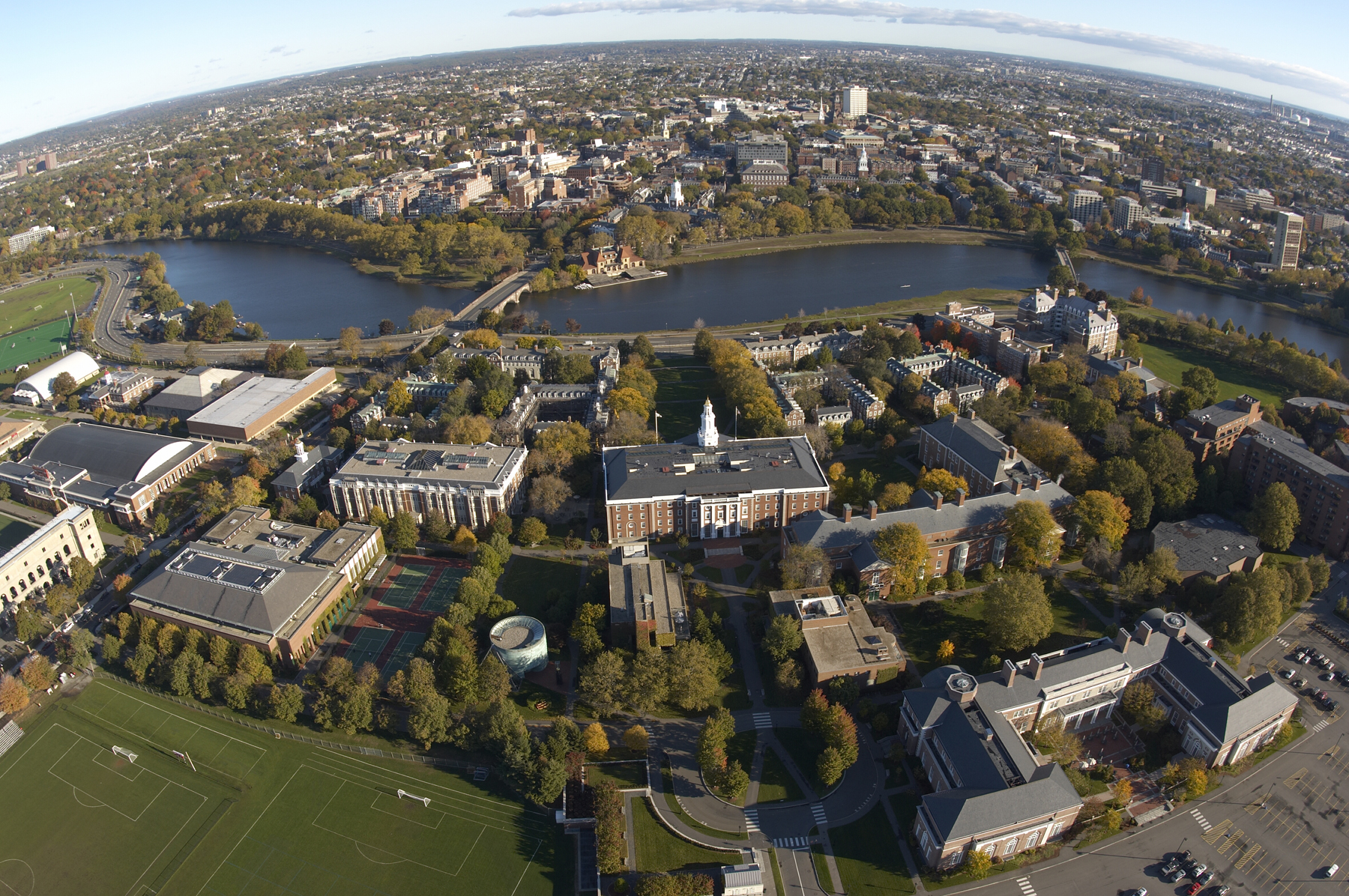
Mit einer Vermögensmasse von rund 40 Mrd. US$ besitzt die Harvard University derzeit (2019) eines der größten Endowments der Welt.

Unter Endowment (engl. für „Anfangsausstattung“) versteht man eine im angelsächsischen Rechtskreis verbreitete Rechtsform der Finanzierung gemeinnütziger Einrichtungen. Die Einrichtung erhält dabei ein Anfangskapital (principal, corpus) – Geld oder Grundeigentum –, das sie profitabel investieren soll und später nach Bedarf aus anderen Quellen laufend weiter vergrößern kann. Aus der Rendite soll die Einrichtung ihren Betrieb finanzieren.
Üblich sind Endowments insbesondere bei der Gründung von öffentlichen und nicht-kommerziellen privaten Hochschulen, aber auch bei der Gründung von kulturellen (Museen, Theater, Bibliotheken usw.), Service- (Krankenhäusern, Pflegeheimen usw.) und religiösen Einrichtungen (Kirchen, Synagogen, Moscheen usw.).

## Endowment vs. Stiftung
Während Stiftungen mit einer Vermögensmasse wirtschaften müssen, die einmal gegeben wurde und danach nicht mehr aufgestockt wird, können Endowments laufend neue Geldmittel einwerben. Während Stiftungen von einer individuellen Person oder einer Familie eingerichtet werden, sind Endowments öffentliche Organisationen, zu denen meist eine Vielzahl von Personen finanziell beiträgt. Anders als Endowments sind Stiftungen, um ihre Steuerbefreiung aufrechtzuerhalten, im englischsprachigen Raum verpflichtet, jährlich mindestens 5 % ihrer Vermögensmasse auszugeben.

## Geschichte
Das erste nachgewiesene Endowment der Geschichte hat der römische Kaiser Mark Aurel 176 eingerichtet, um damit in Athen eine Reihe philosophischer Lehrstühle zu finanzieren. Das älteste heute noch bestehende Endowment hat der englische König Heinrich VIII. im Jahre 1540 eingerichtet, um damit fünf Lehrstühle an der University of Cambridge zu finanzieren.
In den nordamerikanischen Kolonien bzw. in den Vereinigten Staaten, wo Endowment heute die typische Form der Hochschulfinanzierung ist, war Harvard (1636) die erste Hochschule, die mit Endowment gegründet wurde. Zahlreiche weitere folgten, und auf der Grundlage der Morrill-Gesetze (1862, 1890) entstanden von 1863 an die Land-grant-Universitäten, die seitdem den Kernbestand der öffentlichen Universitäten bilden.